# André Favory

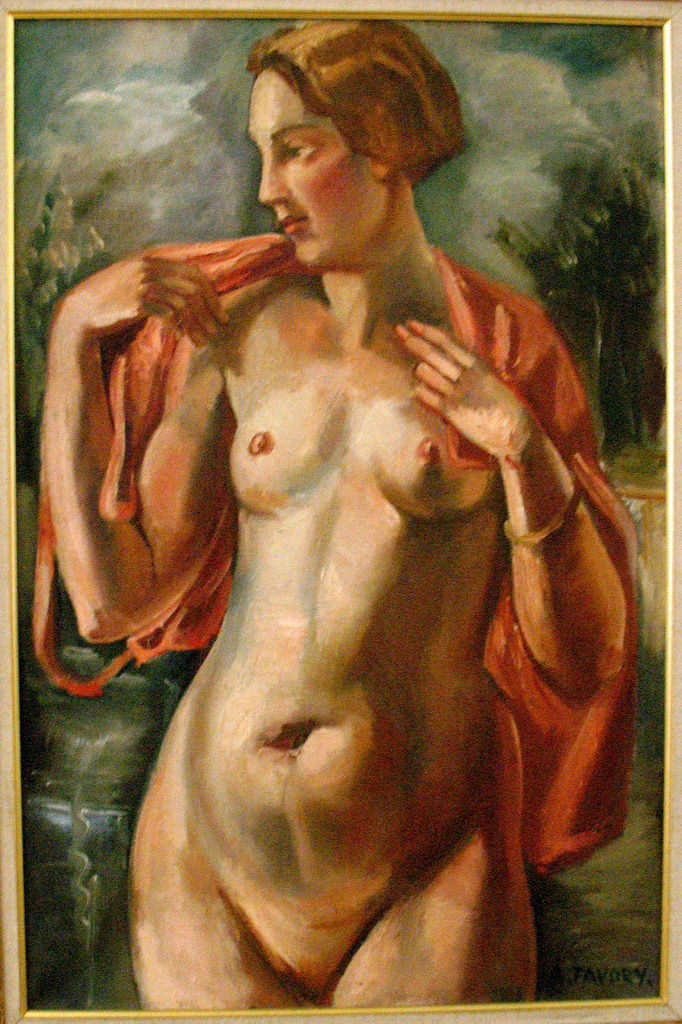
Nudo

André Favory (Parigi, 9 marzo 1888 – Parigi, 5 febbraio 1937) è stato un pittore e illustratore francese.

## Biografia
Allievo dell'Académie Julian e fortemente influenzato da Paul Cézanne, André Favory, durante i primi anni della sua carriera, dipinse in stile cubista. Ma nel 1914 fu arruolato e dovette partire per il fronte. Quando riprese a dipingere, nel 1919, l'esperienza della guerra e della vita nelle trincee aveva modificato profondamente la sua concezione dell'arte. Si distaccò dal cubismo, che giudicava troppo intellettuale, e si accostò molto di più agli aspetti materiali e financo carnali della natura e della vita.

Fece, allora, frequenti viaggi in Belgio per studiare Peter Paul Rubens, che da quel momento esercitò su di lui un'influenza determinante. Divenuto ormai padrone della tavolozza, Favory dipinse paesaggi dai toni caldi, nudi femminili voluttuosi e ritratti di donne molto sensuali.
Favory espose regolarmente nei grandi Salon (Salon d'Automne nel 1921-1922, Salon delle Tuileries nel 1923-1924, e così via). Durante tutti gli anni venti le opere di Favory comparvero in numerose gallerie di Parigi, Bruxelles, Londra, Amsterdam, New York e Tokyo.

Per i critici influenti, come Louis Vauxcelles, egli era uno dei maggiori artisti della sua generazione.
Parallelamente lavorò come illustratore per delle opere come Les Poèmes de l'humour triste di Jules Supervielle (1919), una riedizione de L'educazione sentimentale di Gustave Flaubert (1924), Ouvert la nuit di Paul Morand (1924), Le Jeu de la "Madame malade" di Maurice Beaubourg (1928) e Drogues et peintures, un album di arte moderna di François Quelvée.
All'inizio degli anni trenta una grave malattia lo colpì e lo rese invalido, al punto da rendergli impossibile continuare a dipingere. Sette anni dopo morì.

## Opere
Opere conservate in collezioni pubbliche.
Elenco parziale.
In Francia
- Molte opere di Favory, fra cui Le Repos du modèle (1924), sono conservate a Parigi nel Museo nazionale d'arte moderna.

In Svizzera
- Ginevra, Museo del Petit Palais : Les Baigneuses.

## Mostre
- Mostra degli artisti:  Yves Alix, René Durey, André Favory, Wilhelm Gimmi, Marcel Roche e Henry de Waroquier, Galleria Marcel Bernheim, 1923.

## Allievi
- Marcel Chassard

## Galleria d'immagini

### Paesaggi e ritratti

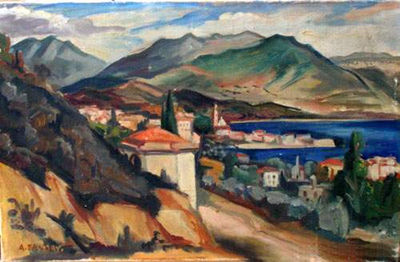
Paesaggio mediterraneo
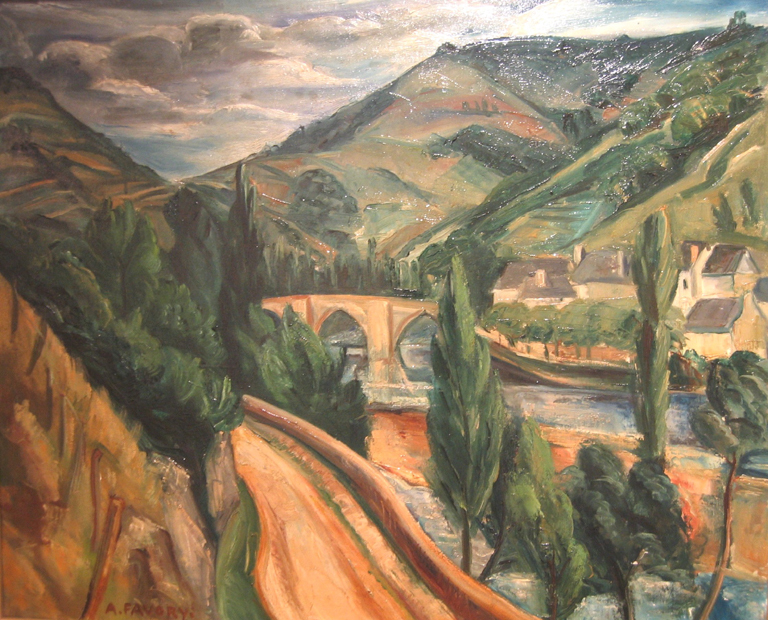
L'acquedotto
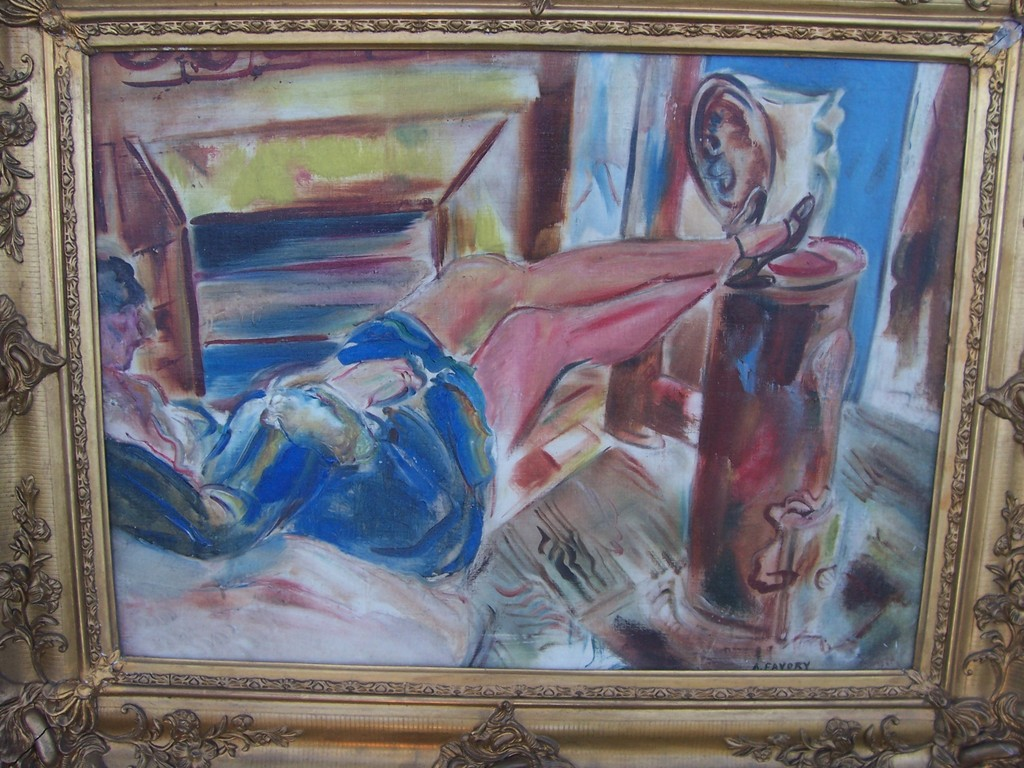
Il riposo della modella
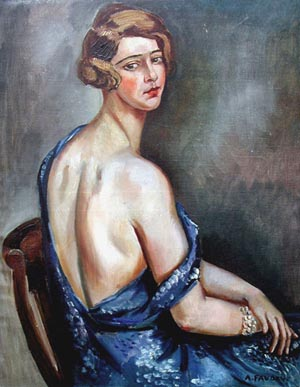
Ritratto di donna elegante
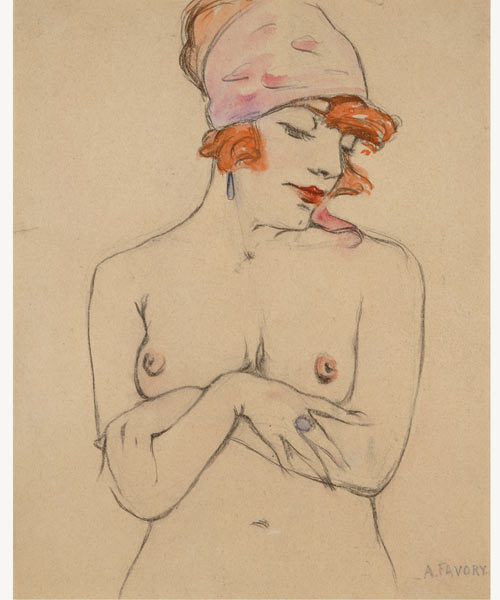
Nudo con il foulard

### Nudi

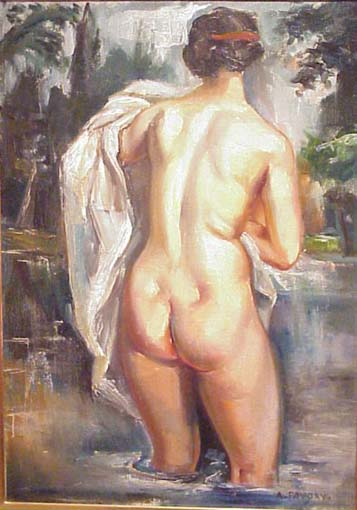
Nudo di bagnante
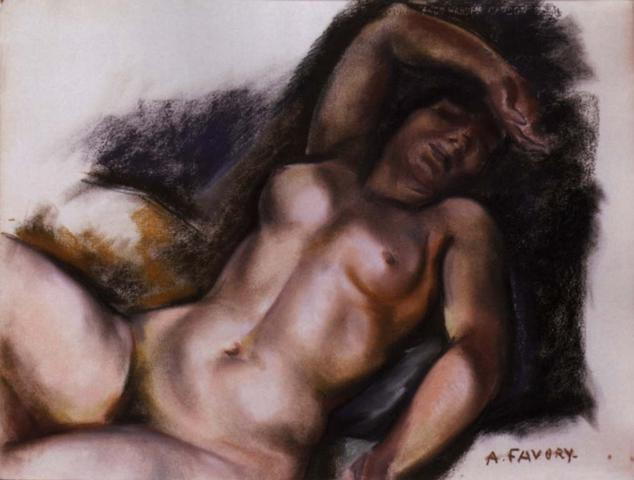
Nudo di donna sdraiata
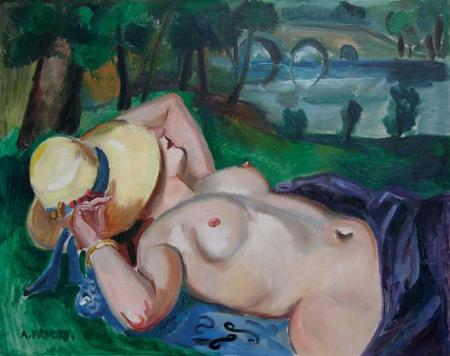
Sulla riva del lago
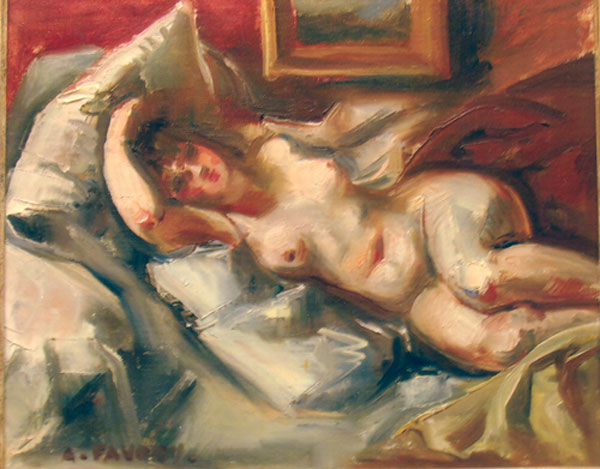
Nudo
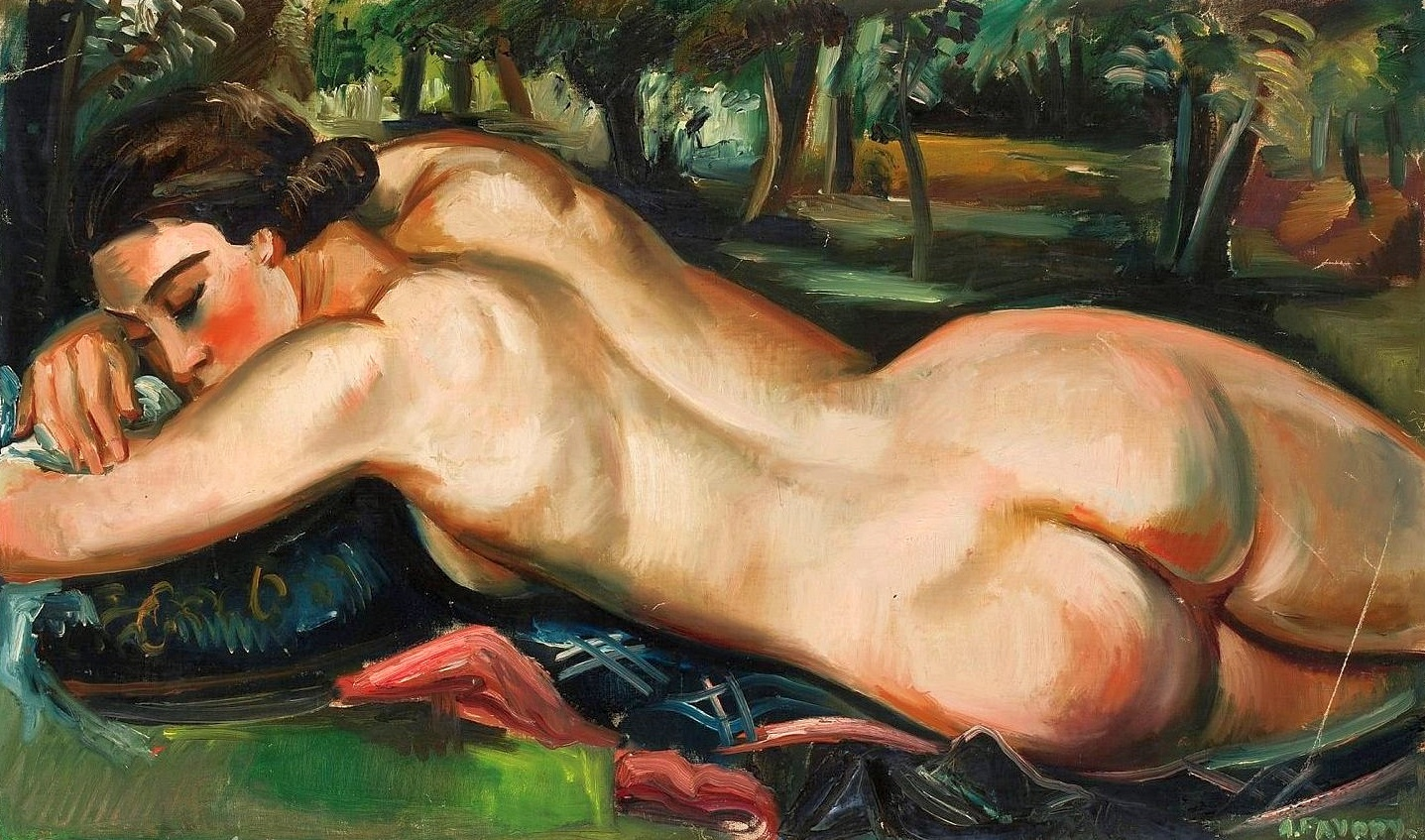
Nudo di donna addormentata